# Paul-Thérèse-David d'Astros
Paul-Thérèse-David d'Astros (Tourves, 15 ottobre 1772 – Tolosa, 29 settembre 1851) è stato un cardinale e arcivescovo cattolico francese.

## Biografia

### Infanzia
Paul-Thérèse-David d'Astros nacque il 15 ottobre 1772 nel comune di Tourves, facente parte dell'arcidiocesi di Aix, in Francia. Suo padre era un notaio e sua madre, Marie-Madeleine-Angélique Portalis, la figlia del ministro dell'imperatore Napoleone I di Francia che fu impegnato nelle trattative del Concordato del 1801, Jean-Étienne-Marie Portalis.

### Formazione ed ordinazione sacerdotale
Inizialmente venne educato da un insegnante privato, e in seguito compì degli studi a Marsiglia. Successivamente decise di seguire la sua vocazione, e dopo gli studi ecclesiastici, ricevette la tonsura ecclesiastica nel 1788. Dal 1793 al 1794, dovette svolgere il servizio militare. Ricevette l'ordine e suddiaconato a Parigi, nel 1795.
Venne ordinato presbitero il 23 settembre 1797 a Marsiglia. Essendo nipote del ministro Portalis, prese parte alla preparazione del Concordato del 1801 tra l'imperatore Napoleone I e papa Pio VII. Questo importante ruolo, gli fece guadagnare l'incarico di vicario generale dell'arcidiocesi di Parigi, incarico che mantenne dal settembre 1805 al 1808, quando venne promosso vicario capitolare; tenne questo incarico fino alla sua nomina a vescovo nel 1817. In quanto vicario dell'arcidiocesi, dovette in tale qualità divulgare la bolla pontificia di scomunica a Napoleone da parte di papa Pio VII. Per questo venne considerato un nemico, e venne imprigionato a Vicennes il 1º gennaio 1811, restando prigioniero fino al 19 aprile 1814.

### Vescovo ed arcivescovo
Venne eletto vescovo di Orange il 1º ottobre 1817, ma la diocesi, già soppressa, non venne ristabilita per via del mancato concordato con il Parlamento di Parigi. Tuttavia ricevette la consacrazione episcopale per mano di Hyacinthe-Louis de Quélen, arcivescovo titolare di Traianopoli di Rodope, assistito da Jean-Charles de Coucy, arcivescovo di Reims, e da Marc-Marie de Bombelles, vescovo di Amiens. La mancata possibilità di soggiorno, costrinse al trasferimento del neo vescovo alla sede di Saint-Flour il 21 febbraio 1820, dove tuttavia rimase per poco, dato che venne affidato alla diocesi di Bayonne il 29 maggio dello stesso anno. Dopo un decennio, venne promosso alla sede metropolitana di Tolosa-Narbona il 5 luglio 1830. Il presidente della repubblica francese Napoleone III, richiese la sua nomina a cardinale, che dopo molto tempo venne accolta.

### Cardinale e morte
Venne creato cardinale nel concistoro del 30 settembre 1850, da papa Pio IX. Sfortunatamente egli morì prima di poter ricevere la berretta rossa e il titolo cardinalizio, il 29 settembre 1851, all'età di 79 anni, a Tolosa. La sua salma venne esposta nella cattedrale metropolitana di Tolosa, dove il suo funerale ebbe luogo, e lì sepolta il 7 ottobre 1851.

## Genealogia episcopale e successione apostolica
La genealogia episcopale è:
- Cardinale Guillaume d'Estouteville, O.S.B.Clun.
- Papa Sisto IV
- Papa Giulio II
- Cardinale Raffaele Sansone Riario
- Papa Leone X
- Papa Paolo III
- Cardinale Francesco Pisani
- Cardinale Alfonso Gesualdo di Conza
- Papa Clemente VIII
- Cardinale Pietro Aldobrandini
- Vescovo Laudivio Zacchia
- Cardinale Antonio Barberini, O.F.M.Cap.
- Arcivescovo Nicolò Guidi di Bagno
- Arcivescovo François de Harlay de Champvallon
- Arcivescovo Louis-Antoine de Noailles
- Vescovo Jean-François Salgues de Valderies de Lescure
- Arcivescovo Louis-Jacques Chapt de Rastignac
- Arcivescovo Christophe de Beaumont du Repaire
- Vescovo César-Guillaume de la Luzerne
- Arcivescovo Gabriel Cortois de Pressigny
- Arcivescovo Hyacinthe-Louis de Quélen
- Cardinale Paul-Thérèse-David d'Astros

La successione apostolica è:
- Vescovo Gervais-Marie-Joseph Ortric (1835)
- Vescovo François-Adélaïde-Adolphe Lannéluc (1839)
- Vescovo Jean-Jacques-David Bardou (1842)
- Vescovo Bernard Buissas (1844)